# L2-Homologie
In der Mathematik ist {\displaystyle L^{2}}-Homologie eine Homologietheorie für CW-Komplexe (insbesondere Simplizialkomplexe oder glatte Mannigfaltigkeiten) mit freien Gruppenwirkungen.
Mit ihrer Hilfe werden {\displaystyle L^{2}}-Invarianten wie L2-Betti-Zahlen und Novikov-Shubin-Invarianten von Simplizialkomplexen und glatten Mannigfaltigkeiten definiert.

## Definition
Sei {\displaystyle G} eine Gruppe und {\displaystyle X} ein CW-Komplex von endlichem Typ mit einer freien, zellulären Wirkung der Gruppe {\displaystyle G}.
Sei {\displaystyle C_{*}(X)} der zelluläre Kettenkomplex mit der Wirkung von {\displaystyle G} und sei {\displaystyle l^{2}(G)} der Hilbert-Modul, den man als Vervollständigung des Gruppenrings {\displaystyle \mathbb {C} [G]} bezüglich des Skalarprodukts {\displaystyle \textstyle \langle \sum _{g\in G}a_{g}g,\sum _{g\in G}b_{g}g\rangle =\sum _{g\in G}{\overline {a_{g}}}b_{g}} erhält. Wir definieren den {\displaystyle l^{2}}-Kettenkomplex als
{\displaystyle C_{*}^{(2)}(X):=l^{2}(G)\otimes _{\mathbb {C} [G]}C_{*}(X)}.
Der Rand-Operator {\displaystyle \partial _{*}\colon C_{*}(X)\to C_{*-1}(X)} induziert einen Rand-Operator
{\displaystyle \partial _{*}^{(2)}\colon C_{*}^{(2)}(X)\to C_{*-1}^{(2)}(X)}.
Die {\displaystyle l^{2}}-Homologie ist dann definiert als
{\displaystyle H_{*}^{(2)}(X):=\mathrm {Kern} (\partial _{*}^{(2)})/{\overline {\mathrm {Bild} (\partial _{*+1}^{(2)})}}}.
Sie ist ein Hilbert-{\displaystyle G}-Modul.

## L2-Betti-Zahlen
Die {\displaystyle p}-te {\displaystyle L^{2}}-Betti-Zahl ist durch
{\displaystyle b_{p}^{(2)}(X):=\dim _{{\mathcal {N}}(G)}H_{p}^{(2)}(X)}
definiert. Hierbei bezeichnet {\displaystyle \dim _{{\mathcal {N}}(G)}} die von-Neumann-Dimension des Hilbert-{\displaystyle {\mathcal {N}}(G)}-Moduls {\displaystyle H_{p}^{(2)}(X)}.